# Chu-nan
Chu-nan (čínsky pchin-jinem Húnán, znaky 湖南) je vnitrozemská provincie Čínské lidové republiky ve středojižní Číně. Chu-nan má rozlohu 211 836 km² a populaci přesahující 66 milionů obyvatel, což z něj činí 10. největší a 7. nejlidnatější provincii v Číně. Hlavním a zároveň největším městem provincie je Čchang-ša.

## Historie
Oblasti Chu-nanu byly nejprve obývány předky současných národů Miao, Tchu-ťia, Tung a Jao. Součástí psané čínské historie se provincie stala roku 350 př. n. l., kdy se v období válčících států na sklonku dynastie Čou Chu-nan stal nejjižnější částí království Čchu. Následně se mezi lety 221 př. n. l. a 207 př. n. l. území provincie stalo součástí sjednocené Číny pod dynastií Čchin. V tomto období byl Chu-nan pouze řídce osídlen, většinu území zabíraly neprostupné pralesy. Obyvatelé se kromě lovu a rybolovu živili také kopaničářským cyklickým zemědělstvím, přičemž půda byla získávána žďářením. Probíhala těžba mědi a cínu.
Následně za dynastie Chan byl Chu-nan vystaven několika vlnám migrace etnických Číňanů, Chanů, přičemž domorodé obyvatelstvo se uchýlilo do hornatých oblastí na jihu a jihozápadě provincie. Koncem dynastie Západní Ťin (počátek 4. století n. l.) již byly oblasti na severu provincie v okolí jezera Tung-tching a na východě kolem řeky Siang poměrně výrazně osídleny. Chanská migrace ze severu pokračovala i v dalších stoletích, zejména v dobách mongolské invaze ve 13. století (říše Jüan) a později také mandžuské invaze v 17. století (dynastie Čching).
Během povstání Tchaj-pchingů na počátku druhé poloviny 19. století sehrál významnou roli chunanský rodák, generál a učenec Ceng Kuo-fan. Právě v Chu-nanu se v té době šířily protikřesťanské nálady a leckdy eskalovaly v násilí jak proti západním misionářům, tak proti křesťanským tchaj-pchingům. V těchto podmínkách Ceng Kuo-fan vybudoval tzv. chunanskou armádu, která výrazně přispěla k potlačení povstání. Zahraničnímu obchodu byl Chu-nan zpřístupněn až v roce 1904. Zejména britské a japonské firmy působily ve městě Čchang-ša. 
V roce 1910 v provincii vypuklo povstání proti čchingské vládě a Chu-nan se stal jedním z center revolučních aktivit. Po Sinchajské revoluci v roce 1911 v sousední Chu-peji, pádu císařství a následném vzniku Čínské republiky v roce 1912 zůstal Chu-nan dlouhodobě politicky nestabilní. V roce 1927 se provincie stala dějištěm tzv. Povstání podzimní sklizně, série neúspěšných rolnických povstání organizovaných Mao Ce-tungem a Komunistickou stranou Číny. Na Chu-nan také v roce 1927 udeřilo nebývalé sucho a následně opět v roce 1929. Následnému hladomoru v roce 1929 v Chu-nanu podlehly až dva miliony lidí.
Během druhé světové války, resp. druhé čínsko-japonské války, byl Chu-nan v letech 1939 až 1941 jedním z míst střetu japonských a čínských (kuomintangských) vojsk. I přes to, že byl poté Chu-nan dobyt japonskými jednotkami, město Čchang-ša pod velením generála Süe Jüe odolávalo až do dobytí v roce 1944. Po konci druhé světové války a následném znovuobnovení čínské občanské války utrpěl Chu-nan během bojů mezi komunisty a Kuomintangem relativně malé škody (poškozena byla zejména infrastruktura, mosty).

## Geografie

### Poloha
Provincie Chu-nan se nachází v čínském vnitrozemí, na jižním břehu středního toku Jang-c’-ťiang. Regionálně spadá do středojižní Číny. Na západě hraniční s provincií Kuej-čou a přímo spravovaným městem Čchung-čching, na severu s provincií Chu-pej, na východě s provincií Ťiang-si a na jihu s provincií Kuang-tung a autonomní oblastí Kuang-si.

### Povrch
Chu-nan je z východu, jihu a západu obklopen horami; terén provincie se od hornatého jihu postupně svažuje k nížinatému severu. Na severozápadě Chu-nanu se rozkládá horské pásmo Wu-ling, v západní části provincie pohoří Süe-feng. Na jihu Chu-nanu se táhne pohoří Nan, tvořící přirozenou hranici s Kuang-tungem a Kuang-si. Východu provincie dominuje systém pohoří Luo-siao. Nejvyšším bodem Chu-nanu je vrchol Šen-nung (神农峰), dříve známý jako vrchol Ling (酃峰), dosahující výšky 2115 m n. m.

### Podnebí
Chu-nan má vlhké subtropické podnebí (dle Köppenovy klasifikace typ Cfa) ovlivněné sezónními monzuny. Střídají se čtyři roční období. Počasí je mírné, průměrná roční teplota je 16–18 °C. Na jaře bývá počasí proměnlivé a deštivé. Léta bývají horká a deštivá, průměrná teplota dosahuje 26–29 °C. Podzim bývá chladnější a charakteristická je nižší vlhkost. Zimy bývají mírnější než na severu Číny; sněží a mrzne pouze občasně. Nejchladnější bývá leden, nicméně i tehdy průměrná teplota přesahuje 4 °C. Většinou nemrzne více než 10 dní v roce. V horských oblastech na jihu a západě provincie je teplota relativně nižší v zavilosti na rostoucí nadmořské výšce. Průměrný roční úhrn srážek je 1215 mm.

### Vodstvo
Největší řekou Chu-nanu je Siang-ťiang, pramenící na jihu v pohoří Nan, tekoucí severně ve východní části Chu-nanu. Mezi nejvýznamnější řeky odvodňující západní část Chu-nanu patří Jüan-ťiang, C’-šuej a Li-šuej. Všechny tyto řeky a tedy téměř celý říční systém Chu-nanu se vlévá do jezera Tung-tching a z něj dále do řeky Jang-c’, s níž je spojen několika rameny. Jezero Tung-tching, nacházející se na samém severu provincie, je největší jezero v Chu-nanu a druhé největší sladkovodní jezero v celé Číně. Jeho úroveň je závislá na toku Jang-c’-ťiang. V letních měsících se hladina jezera zvedá až o 15 metrů a zaplavená oblast může vzrůst až o 20 tisíc km². Mezi další významná jezera v Chu-nanu patří například Wan-c'-chu, Ta-lien-chu, Ta-tchung-chu či Cheng-ling-chu, přičemž všechna se obdobně nachází na severu provincie v rovinaté oblasti mezi městy Čchang-ša, Čchang-te a Jüe-jang.

## Administrativní členění
| Mapa provincie | Název (čínsky)       | Název (čínsky)                   | Název (čínsky)  | Sídelní městský obvod (Ťi-šou je městský okres) |
| Mapa provincie | český přepis         | znaky                            | pchin-jin       | Sídelní městský obvod (Ťi-šou je městský okres) |
| --- | -------------------- | -------------------------------- | --------------- | ----------------------------------------------- |
| Čchang-ša Ču-čou Siang-tchan Cheng-jang Šao-jang Jüe-jang Čchang-te Čang-ťia-ťie I-jang Čchen-čou Jung-čou Chuaj-chua Lou-ti Siang-si |                      |                                  |                 |                                                 |
| Městské prefektury |                      |                                  |                 |                                                 |
| Čchang-ša | 长沙市               | Chángshā shì                     | Jüe-lu          |                                                 |
| Čchang-te | 常德市               | Chángdé shì                      | Wu-ling         |                                                 |
| Čchen-čou | 郴州市               | Chénzhōu shì                     | Pej-chu         |                                                 |
| Cheng-jang | 衡阳市               | Héngyáng shì                     | Jen-feng        |                                                 |
| Chuaj-chua | 怀化市               | Huáihuà shì                      | Che-čcheng      |                                                 |
| Lou-ti | 娄底市               | Lóudǐ shì                        | Lou-sing        |                                                 |
| Šao-jang | 邵阳市               | Shàoyáng shì                     | Šuang-čching    |                                                 |
| Siang-tchan | 湘潭市               | Xiāngtán shì                     | Jüe-tchang      |                                                 |
| I-jang | 益阳市               | Yìyáng shì                       | Che-šan         |                                                 |
| Jung-čou | 永州市               | Yǒngzhōu shì                     | Leng-šuej-tchan |                                                 |
| Jüe-jang | 岳阳市               | Yuèyáng shì                      | Jüe-jang-lou    |                                                 |
| Čang-ťia-ťie | 张家界市             | Zhāngjiājiè shì                  | Jung-ting       |                                                 |
| Ču-čou | 株洲市               | Zhūzhōu shì                      | Tchien-jüan     |                                                 |
| Autonomní kraj |                      |                                  |                 |                                                 |
| Tchuťiaský a miaoský autonomní kraj Siang-si                                                                                          | 湘西土家族苗族自治州 | Xiāngxī Tǔjiāzú Miáozú Zìzhìzhōu | Ťi-šou          |                                                 |

## Obyvatelstvo
Podle Sedmého sčítání lidu Čínské lidové republiky v roce 2020 v Chu-nanu žilo 66 444 864 obyvatel, což představuje 4,71 % celkové populace Číny a z Chu-nanu činí 7. nejlidnatější provincii (resp. administrativní celek na provinční úrovni). 51,16 % populace provincie tvořili muži, zatímco ženy představovaly pouze 48,14 %. Poměrně tak připadá 104,77 mužů na 100 žen. Lidé ve věku 0–14 let tvořili 19,52 % obyvatelstva, lidé ve věku 15–59 let představovali 60,6 % obyvatelstva a lidé nad 60 let 19,88 % obyvatelstva provincie (z toho nad 65 let bylo 14,81 % celkové populace Chu-nanu). Podíl dětí a mladistvých do 14 let a také lidí nad 60 let v Chu-nanu je tedy mírně vyšší než je průměrný podíl v celé Číně (tj. 17,95 % celkové populace do 14 let věku a 18,70 % celkové populace nad 60 let věku).
| Rok       | Populace   |
| --------- | ---------- |
| 1912      | 27 617 000 |
| 1928      | 31 501 000 |
| 1936–1937 | 28 294 000 |
| 1947      | 25 558 000 |
| 1954      | 33 226 954 |
| 1964      | 37 182 286 |
| 1982      | 54 008 851 |
| 1990      | 60 659 754 |
| 2000      | 63 274 173 |
| 2010      | 65 683 722 |
| 2020      | 66 844 864 |

### Národnostní složení

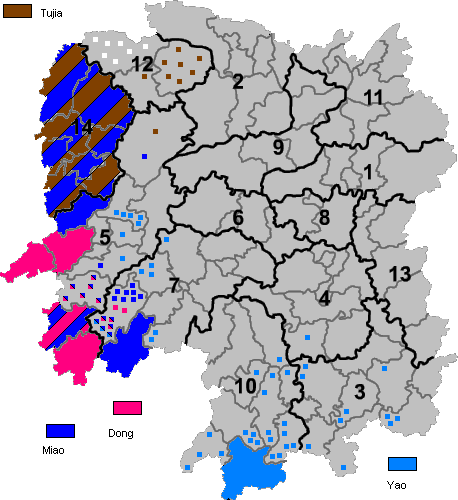
Oblasti Chu-nanu obývané národnostními menšinami. Tchuťiaové jsou znázorněni hnědou barvou, Miaové tmavě modrou, Tungové růžovou a Jaové světle modrou.

Chu-nan je multietnická provincie, kde kromě Chanů (tedy etnických Číňanů) žije také dalších 55 etnických skupin. V roce 2000 tvořili Chanové 89,9 % populace Chu-nanu, přičemž necelých 6,5 milionů příslušníků národnostních menšin tvořilo 10,1 % obyvatelstva. K nejpočetnějším menšinám v Chu-nanu patří Tchuťiaové (2,64 miliony), Miaové (1,92 milionu), Tungové (842 100), Jaové (704 600), a dále Chuejové, Pajové, Čuangové a Ujgurové.
V oblastech s vyšším podílem národnostních menšin jsou v Chu-nanu ustaveny zvláštní územně-správní celky, jeden na prefekturní úrovni, 7 na okresní úrovni a 100 na obecní úrovni. Na prefekturní úrovni se jedná o Tchuťiaský a miaoský autonomní kraj Siang-si, na okresní úrovni to jsou Miaoský autonomní okres Čcheng-pu, Miaoský autonomní okres Ma-jang, Tungský autonomní okres Sin-chuang, Tungský autonomní okres Č'-ťiang, Tungský autonomní okres Tchung-tao, Miaoský a tungský autonomní okres Ťing-čou a Jaoský autonomní okres Ťiang-chua.

### Náboženství
Přibližně 6,4 milionů obyvatel Chu-nanu se hlásí k víře, církvi či náboženskému učení. Z toho je přibližně 4,1 milionu budhistů, 1,75 milionu taoistů, 160 tisíc muslimů, 50 tisíc katolíků a 330 tisíc dalších nespecifikovaných křesťanů. V Chu-nanu působí v náboženských komunitách přibližně 11 000 kněží.

## Ekonomika
V roce 2020 dosáhl hrubý domácí produkt Chu-nanu 4,178 biliony jüanů (~14,7 bilionů CZK) a oproti roku 2019 zaznamenal růst 3,8 %. Podle sektorového hlediska se na tvorbě HDP Chu-nanu podílel primární sektor 10,2 %, sekundární sektor 38,1 % a terciární sektor 51,7 %. Přidaná hodnota průmyslu tvořila 29,6 % provinčního HDP, high-tech a new-tech odvětví tvořila 23,5 % HDP. Co se týče podílů jednotlivých regionů, oblast Čchang-ša – Ču-čou – Siang-tchan tvořila 1,7 bilionu jüanů z celkového objemu HDP, jižní Chu-nan 811 mld. jüanů, západní Chu-nan 688 mld. jüanů a oblasti kolem jezera Tung-tching představovaly 960 mld. jüanů.
| Rok  | Hrubý domácí produkt (mld. RMB) | Meziroční růst (%) |
| ---- | ------------------------------- | ------------------ |
| 2020 | 4 178                           | 3,8                |
| 2019 | 3 989                           | 7,6                |
| 2018 | 3 633                           | 7,8                |
| 2017 | 3 383                           | 8,0                |
| 2016 | 3 085                           | 8,0                |
| 2015 | 2 854                           | 8,5                |

## Doprava

### Silniční
K roku 2020 bylo v Chu-nanu postaveno celkem 6 802 km dálnic. Do půl hodiny je možné se napojit na dálniční systém ze všech 122 okresů (resp. administrativních celků okresní úrovně) v Chu-nanu. V severojižním směru provincii protíná  Dálnice G4 Peking – Hongkong a Macao, táhnoucí se východními částmi Chu-nanu (Jüe-jang, Čchang-ša, Ču-čou, Čchen-čou), a  Dálnice G55 Eren chot – Kanton, která prochází centrálními oblastmi provincie (Čchang-te, Šao-jang a Jung-čou). Chu-nanem dále také prochází  Dálnice G56 Chang-čou – Žuej-li,  Dálnice G59 Chöch chot – Pej-chaj,  Dálnice G60 Šanghaj – Kchun-ming,  Dálnice G65 Pao-tchou – Mao-ming,  Dálnice G72 Čchüan-čou – Nan-ning,  Dálnice G76 Sia-men – Čcheng-tu,  Dálnice G0401 Okruh Čchang-ša,  Dálnice G0421 Sü-čchang – Kanton a  Dálnice G5513 Čchang-ša – Čang-ťia-ťie.

### Letecká

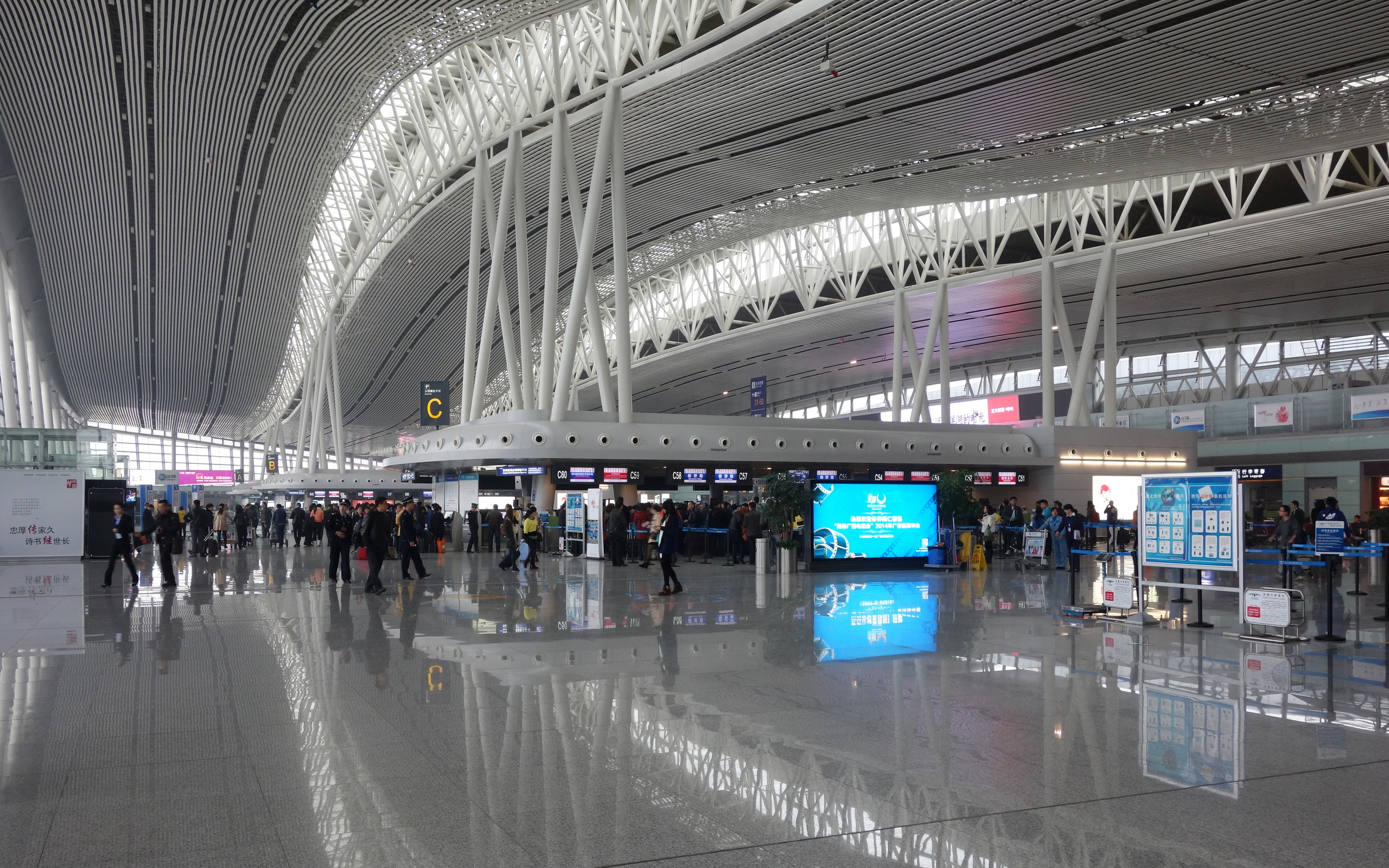
Mezinárodní letiště Čchang-ša Chuang-hua

Nejvytíženějším letištěm v Chu-nanu je Mezinárodní letiště Čchang-ša Chuang-chua, obsluhující zejména hlavní město provincie a také města Ču-čou a Siang-tchan. V roce 2016 odbavilo více než 20 milionů cestujících a bylo tak 13. nejvytíženější letiště v Číně. dalšími významnými letišti jsou Mezinárodní letiště Čang-ťia-ťie Che-chua nacházející se na severozápadu Chu-nanu a Letiště Čchang-te Tchao-chua-jüan, které je od prosince 2019 třetím mezinárodním letištěm v Chu-nanu. Od roku 2014 je v provozu také Letiště Cheng-jang Nan-jüe, a dále od roku 2018 Letiště Jüe-jang San-che, páté nejvytíženější letiště v provincii. Od roku 2004 je v provozu také Letiště Chuaj-chua Č'-ťiang, které původně sloužilo jako letecká základna. Dále jsou v Chu-nanu v provozu Letiště Šao-jang Wu-kang a Letiště Jung-čou Ling-ling. 
Ve výstavbě jsou také Letiště Čchen-čou Pej-chu na jihovýchodě Chu-nanu a Letiště Ťi-šou Siang-si, které bude obsluhovat autonomní kraj Siang-si na severozápadě provincie. Spuštění provozu obou letišť je plánováno v lednu 2022.
V letech 1955 a 1988-1995 bylo v provozu také Letiště Cheng-jang Pa-ťia-ling, původně vojenské letiště, které sehrálo významnou roli za druhé světové války. Oblast hlavního města v letech 1957–1989 obsluhovalo také Letiště Čchang-ša Ta-tchuo-pchu, které nadále výhradně slouží jako vojenská letecká základna.

### Železniční

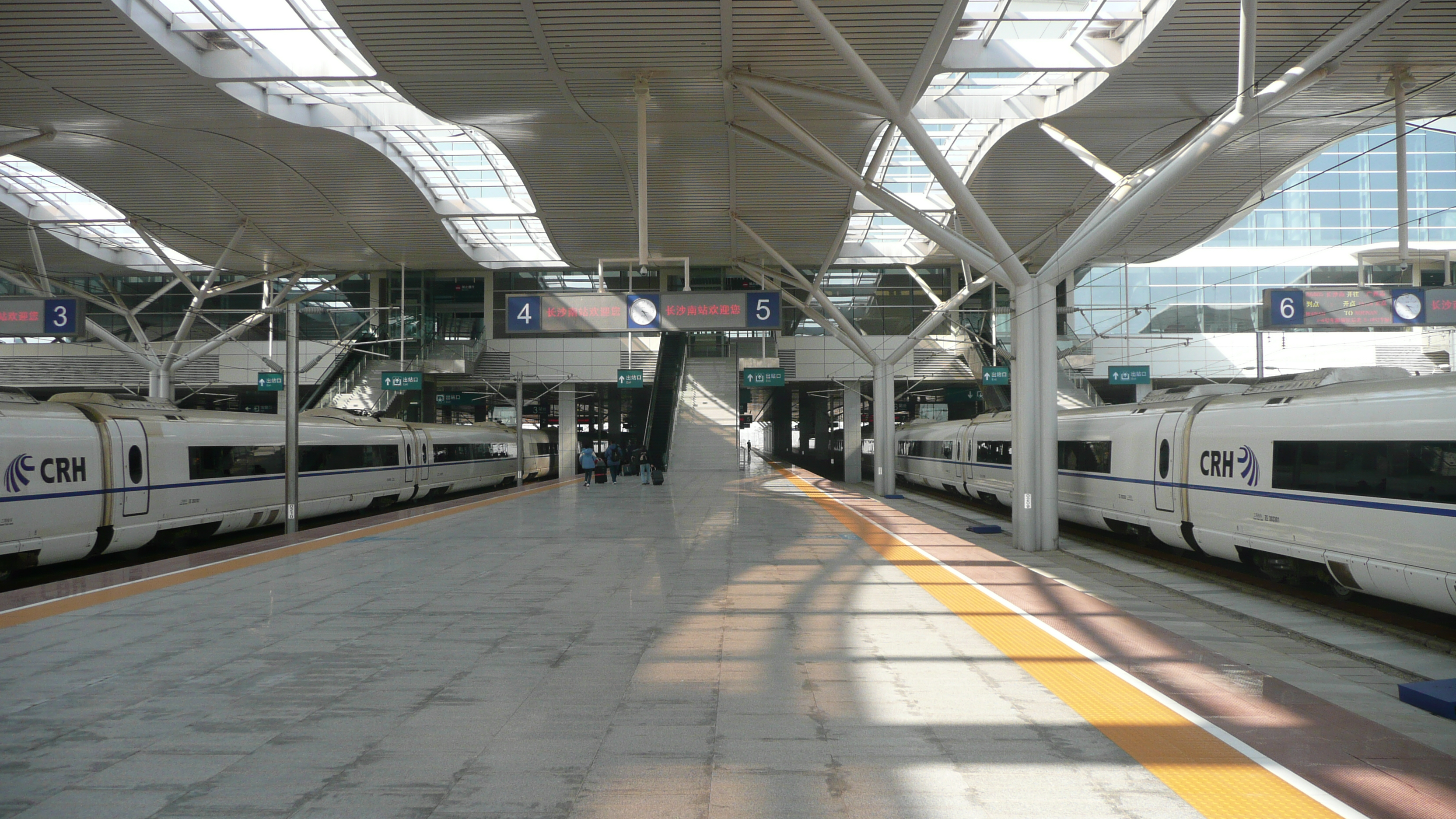
Železniční stanice Čchang-ša

Ke konci roku 2020 bylo v Chu-nanu postaveno 5 582 km železničních tratí, z čehož bylo 1 986 km tratí vysokorychlostních. Provincií prochází sedm hlavních železničních tratí, konkrétně železniční trať Peking–Kanton, procházející v severojižním směru městy Jüe-jang, Čchang-ša, Ču-čou a Cheng-jang, dále železniční trať Šanghaj – Kchun-ming, železniční trať Ču-čou – Kuej-jang, železniční trať Chang-čou – Ču-čou, železniční trať Chu-nan – Kuang-si, železniční trať Š'-men – Čchang-ša a železniční trať Ťiao-cuo – Liou-čou.
Vysokorychlostní trať Wu-chan – Kanton, součást vysokorychlostní tratě Peking – Hongkong, prochází Chu-nanem v severojižním směru. Zprovozněna byla již v prosinci 2009 a zkrátila cestu z Čchang-ša do Wu-chanu na jednu hodinu, do Kantonu na dvě hodiny a do Pekingu na pět hodin.
Vysokorychlostní trať Šanghaj – Kchun-ming protíná provincii v západovýchodním směru. Konkrétně její úsek Chang-čou – Čchang-ša, které byl zprovozněn v roce 2014, zkracuje cestu z města Čchang-ša do Chang-čou na přibližně tři a půl hodiny, do Šanghaje na necelé čtyři a půl hodiny. V letech 2015-2016 byl uveden do provozu úsek Čchang-ša – Kchun-ming, který Chu-nan spojuje s provincií Jün-nan na západě.
Přes Chu-nan bude také procházet vysokorychlostní železnice Čchung-čching – Čchang-ša, konkrétně její tři sekce: sekce Čchien-ťiang (Čchung-čching) – Čang-ťia-ťie – Čchang-te, sekce Čchang-te – I-jang – Čchang-ša a sekce Čchang-ša – Kan-čou, pokračující dále na západ do provincie Ťiang-si. Na sekci Čchien-ťiang – Čang-ťia-ťie – Čchang-te byly v listopadu 2019 zahájen zkušební provoz.

### Vodní
Provincie Chu-nan má vzhledem ke své poloze u řeky Jang-c’ přístup k vodní dopravě, především skrze jezero Tung-tching a splavné řeky Siang-ťiang, C’-ťiang, Jüan-ťiang a Li-šuej. Celková délka komplexní splavné říční sítě v provincii je 12 tisíc km, a jedná se tak o třetí nejdelší splavnou vodní síť v rámci jedné provincie v Číně. Délka řek a kanálů splavných pro plavidla o výtlaku nad tisíc tun je 1 139 km, přičemž je pro tato tisícitunová plavidla dostupných 112 kotvišť.
Jediným hlubokovodním přístavem v Chu-nanu je přístav Čcheng-ling-ťi v městě Jüe-jang. Je schopný přijmout plavidla s kapacitou až 10 tisíc tun a na středním a horním toku Jang-c’-ťiang tak konkuruje přístavům ve Wu-chanu či Čchung-čchingu. Dalším významným přístavem je nový přístav v Čchang-ša.

### Metro
Systém metra je budován v Čchang-ša, hlavním městě Chu-nanu. V roce 2020 bylo v provozu 5 linek o celkové délce 142,5 km. Ve výstavbě je 6. linka a její zprovoznění je plánováno na rok 2021.

### Maglev

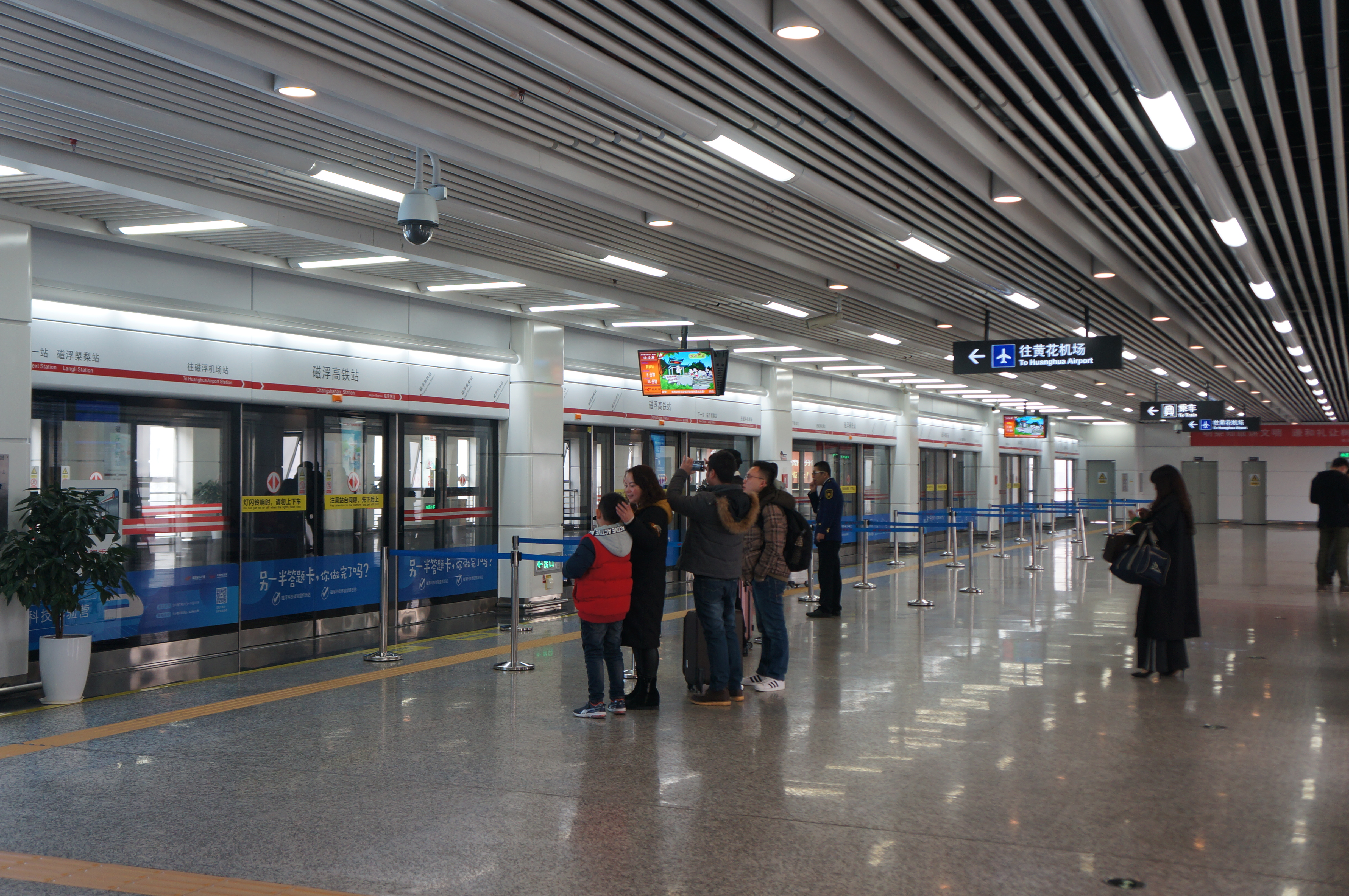
Stanice maglevu Čchang-ša jih

Ve městě Čchang-ša je v provozu také linka vlaků maglev spojující železniční stanici Čchang-ša jih a Mezinárodní letiště Čchang-ša Chuang-chua ve vzdálenosti 18,55 km. Linka byla otevřena v roce 2016 jako první linka maglevu navrženého a vyrobeného v Číně. Zatímco první verze tohoto maglevu měla nejvyšší provozní rychlost 100 km/h, v roce 2020 druhá verze úspěšně dokončila zkušební provoz na 160 km/h.